# Hookeria concinna
Hookeria concinna là một loài Rêu trong họ Hookeriaceae. Loài này được (Hook.) Hook. & Grev. mô tả khoa học đầu tiên năm 1825.